# Cinq Semaines en ballon (film)
Pour plus de détails, voir Fiche technique et Distribution.
Cinq Semaines en ballon (Five Weeks in a Balloon) est un film américain d'Irwin Allen, sorti en 1962 et librement adapté du roman du même nom de Jules Verne.

## Synopsis
Au XIXe siècle, le professeur Fergusson annonce qu'il va survoler l'Afrique en partant de Zanzibar au moyen d'un ballon de son invention, accompagné de son assistant Jacques. L'Institut royal de géographie refusant de financer l'expédition, un directeur de presse américain commanditera le voyage, à condition que son reporter vedette Donald O'Shay y participe. Le général Henry Vining, envoyé spécial de la reine Victoria, se joint à eux. Au cours de rocambolesques aventures, ils devront devancer une expédition de marchands d'esclaves en atteignant le fleuve Volta.

## Fiche technique
- Titre original : Five Weeks in a Balloon
- Titre français : Cinq Semaines en ballon
- Pays d'origine : États-Unis.
- Année : 1962.
- Réalisation : Irwin Allen.
- Scénario : Irwin Allen et Charles Bennett, adapté du roman éponyme de Jules Verne.
- Photographie : Winton Hoch.
- Montage : George Boemler.
- Direction artistique : Jack Martin Smith, Alfred Ybarra.
- Décors : Walter M. Scott, Stuart A. Reiss, Norman Rockett (en).
- Costumes : Paul Zastupnevich (en).
- Maquillage : Ben Nye (en).
- Musique : Paul Sawtell.
- Chanson du générique interprétée par The Brothers Four.
- Production : Irwin Allen pour la 20th Century Fox.
- Langue : anglais.
- Format : Couleur De Luxe - CinemaScope.
- Durée : 101 minutes.
- Date de sortie :
  - États-Unis : 22 août 1962.
- Affiche : Boris Grinsson (France)

## Distribution
- Cedric Hardwicke (VF : Richard Francœur) : Fergusson.
- Red Buttons (VF : Guy Piérauld) : Donald O'Shay.
- Fabian (VF : Michel Cogoni) : Jacques.
- Barbara Eden (VF : Michelle Bardollet) : Susan Gale.
- Peter Lorre (VF : Roger Carel) : Ahmed.
- Richard Haydn (VF : Jean-Henri Chambois) : Sir Henry Vining.
- BarBara Luna (VF : Jacqueline Porel) : Makia.
- Billy Gilbert : le sultan / son cousin Barberousse.
- Herbert Marshall (VF : Pierre Gay) : le Premier ministre.
- Reginald Owen (VF : Paul Villé) : le consul.
- Henry Daniell (VF : Renaud Mary) : le cheik Ageiba.
- Mike Mazurki (VF : Jean Violette) : le capitaine des négriers.
- Alan Caillou  (VF : Pierre Collet) : l'inspecteur de police.
- Ben Astar : Myanga.
- Raymond Bailey : (VF : Maurice Pierrat) Cornelius Randolph.
- Ronald Long (non crédité) (VF : Fernand Rauzena) : le trésorier de l'institut.
- Roy Jenson (non crédité) : un garde.
- Vic Tayback (non crédité) (VF : Henry Djanik) : l'agent européen.